# 伊劳苏巴
伊劳苏巴（葡萄牙語：Irauçuba）是巴西塞阿拉州的一个市镇。总面积1461.223平方公里，总人口21787人，人口密度14.9人/平方公里。